# Cemitério San Fernando Mission
Cemitério San Fernando Mission (em inglês:  San Fernando Mission Cemetery) é um cemitério católico localizado na 11160 Stranwood Avenue na comunidade de Mission Hills no Vale de São Fernando em Los Angeles.

## A
- Philip Abbott (1924–1998), ator
- Abigail Albrite (1998–2014), car accident victim
- Edward Arnold (1890–1956), ator
- Michele Yvette Avila (1968–1985), murder victim

## B
- Charles Beaumont (1929–1967), author e screenwriter
- Scotty Beckett (1929–1968), ator
- Ed Begley (1901–1970), ator
- William Bendix (1906–1964), ator
- Larry J. Blake (1914–1982), ator
- Walter Brennan (1894–1974), ator
- Evelyn Brent (1899–1975), atriz
- George Burditt (1923–2013), diretor de televisão

## C
- Candy Candido (1913–1999), ator e voice-over artist
- Bobby Chacon (1951–2016), boxer
- Jerry Colonna (1904–1986), ator e comediante
- Betty Compson (1897–1974), atriz
- Chuck Connors (1921–1992), ator
- Carmine (1910–1991) e Italia Coppola (1912–2004), parents of filmmaker Francis Ford Coppola.
- Henry Corden (1920–2005), ator e voice-over artist
- Joseph Crehan (1883–1966), ator

## D
- Lee de Forest (1873–1961), physicist & electrical engineer, inventor of the triode
- Roy Del Ruth (1893–1961), diretor de cinema
- Carmen Dragon (1914–1984), compositor
- Tom Dugan (1889–1955), ator
- Allan Dwan (1885–1981), diretor, producer, screenwriter

## E
- Angelina Estrada (1932–2005), atriz

## F
- Frank Faylen (1905–1985), ator
- Dick Foran (1910–1979), ator
- Harry Fox (1882–1959), stage e movie star, "Fox-Trot" dance inventor
- William Frawley (1887–1966), ator

## G
- Eddie Garr (1900–1956), ator, comediante, father of Teri Garr
- Anita Garvin (1907–1994), atriz
- Bert Glennon (1893–1967), cinematographer
- George Gobel (1919–1991), ator e comediante
- Angela Greene (1921–1978), atriz

## H
- William Haade (1903–1966), ator
- Ray Heindorf (1908–1980), compositor
- Pat Hogan (1920–1966), ator
- Bob Hope (1903–2003), ator e comediante
- Dolores Hope (1909–2011), cantora e mulher de Bob Hope
- Carol Hughes (1910–1995), atriz, mulher de Frank Faylen

## J
- Alice Joyce (1890–1955), atriz

## K
- Bob Kelley (1917–1966), sportscaster
- Dorothea Kent (1916–1990), atriz
- Peggy Knudsen (1923–1980), atriz

## L
- Rosemary LaPlanche (1923–1979), atriz
- Charles Lamont (1895–1993), diretor
- Winnie Lightner (1899–1971), atriz, comediante e cantora
- Richard Loo (1903–1983), ator
- Edmund Lowe (1892–1971), ator
- Ken Lynch (1910–1990), ator

## M
- Michael Maltese (1908–1981), animation screenwriter
- Adele Mara (1923–2010), atriz
- June Marlowe (1903–1984) (original burial site; remains later moved to Cathedral of Our Lady of the Angels)
- Bob May (1939–2009), ator e stuntman
- Kathryn Minner (1892–1969), atriz
- Lee Moran (1888–1961), ator

## N
- Clarence Nash (1904–1985), voice-over artist
- Fred Niblo Jr. (1903–1973), screenwriter, son of Fred Niblo
- Thomas Noonan (1921–1968), ator e comediante
- Eva Novak (1898–1988), atriz, sister of Jane Novak
- Jane Novak (1896–1990), atriz, sister of Eva Novak
- Jay Novello (1904–1982), ator

## O
- Pat O'Malley (1890–1966), ator [inscription: O'MALLEY; father; Patrick H.; mother; Lillian W.]
- Henry O'Neill (1891–1961), ator
- Leslie O'Pace (1909–1985), ator
- Ernie Orsatti (1902–1968), major league baseball player [inscription: Ernest R. Orsatti]
- Artie Ortego (1890–1960), ator

## P
- William H. Parker (1905–1966), police chief of Los Angeles
- William Perkins (1947–1967), Cpl, USMC Medal of Honor Recipient
- William Phillips (1908–1957), ator
- Paul Picerni (1922–2011), ator

## Q
- Eddie Quillan (1907–1990), ator
- Bill Quinn (1912–1994), ator
- Elvia De La Garza Quiroz (1929-2016), artist, celebrity beautician.

## R
- Jobyna Ralston (1900–1967), atriz
- Judith Rawlins (1936–1974), atriz
- Ted Fio Rito (1900–1971), musician
- Estelita Rodriguez (1928–1966), atriz
- Lilly Rodriguez (1947–2007), boxer

## S
- Teddy Sampson (1895–1970), atriz
- Olga San Juan (1927–2009), atriz
- Trinidad Silva (1950–1988), ator
- Penny Singleton (1908–2003), atriz e primeira mulher presidente da AFL-CIO

## T
- Gloria Talbott (1931–2000), atriz
- Felipe Turich (1898–1992), ator, marido de Rosa Turich
- Rosa Turich (1903–1998), atriz, mulher de Felipe Turich

## V
- Ritchie Valens (1941–1959), cantor
- Connie Valenzuela (1915–1987), mãe do músico Ritchie Valens

## W
- James Westerfield (1913–1971), ator
- Michael Whalen (1902–1974), ator
- Frank Wilcox (1907–1974), ator
- Jane Wyatt (1910–2006), atriz

## Y
- Bruce Yarnell (1935–1973), ator e cantor